# Back to Budokan
Back to Budokan ist ein Livealbum von Mr. Big. Es erschien im Juni 2009 bei Frontiers Records.

## Entstehung
Mr. Big war in den 1990er Jahren eine erfolgreiche Gruppe gewesen, der es mithilfe einiger radioorientiert geschriebener Titel gelungen war, ein breites Publikum anzusprechen und weltweite Bekanntheit zu erlangen. Ihre erfolgreichste Single war das auf ihrem zweiten Album Lean Into it veröffentlichte Lied To Be with You, mit der die Gruppe 1991 jeweils Platz eins der Charts in Deutschland, der Schweiz, Österreich und den USA erreichte – lediglich in Großbritannien reichte es nur zu Platz drei. Auch, wenn die Band später nicht mehr so hohe Chartplatzierungen erreichen konnte, wurden Stücke wie Just Take My Heart oder die Coverversion des Cat-Stevens-Songs Wild World zu bekannten Titeln der Gruppe. Bis zu ihrer Auflösung im Jahr 2002 hatte die Band sechs Studioalben veröffentlicht und dabei in Japan die größten Erfolge erzielt. Praktisch zu jedem Studioalbum war dort ein Livealbum veröffentlicht worden.
2009 entschlossen sich die Gründungsmitglieder der Gruppe zu einem Comebackversuch. Zu diesem Zweck brachte die Gruppe in Japan das Best-of-Album Next Time Around heraus und ging anschließend auf die gleichnamige Tournee, von der das Konzert vom 20. Juni 2009 im Nippon Budōkan (Tokio) vollständig aufgezeichnet wurde.
Neben zahlreichen Hits spielte die Band auch den Titel Smoke on the Water von Deep Purple, bei dem die Musiker ihre Instrumente tauschten und so ihre Vielseitigkeit verdeutlichten. Außerdem wurden mit dem Album drei neu aufgenommene Studiotitel veröffentlicht.

## Rezeption
Rocks vergab für das Album keine Wertung, schrieb aber:

„Nach sieben Jahren Auszeit melden sich Mr. Big mit einer randvollen Doppel-CD und der gleichnamigen DVD zurück. Das gelungene Konzert vom 20. Juni 2009 in der Tokioter Budokan-Arena dokumentiert, was die Supergroup noch immer drauf hat. Eric Martin, Paul Gilbert, Billy Sheehan und Pat Torpey sind spielerisch voll auf der Höhe (Chorgesang inklusive), servieren wirklich viele Hits (›Green Tinted Sixties Mind‹, ›Wild World‹, ›Just Take my Heart‹) und entzücken mit haufenweise Einzelspots. Für ein gewisses Maß an Abwechslung auf ›Back to Budokan‹ sorgen zudem zwei neue Studionummern – die Neukomposition ›Next Time Around‹ und das Argent-Cover Hold ›Your Head Up‹, denen jedoch mehr Biss gut getan hätte – sowie ›To be with‹ you als Akustikversion“

Ebenfalls ohne Wertung blieb die Rezension des Magazins Rock Hard:

„Auf Zack sind die erst vor kurzem reformierten Amis ja, wenn man bedenkt, dass das Doppel-Livealbum und die ebenfalls erhältliche gleichnamige DVD „Back At Budokan“ auf der gerade laufenden Tour mitgeschnitten wurden und schon in den Läden stehen. Die Euphorie der Japaner ist bei Hits wie ´Green-Tinted Sixties Mind´, ´Just Take My Heart´, ´Addicted To That Rush´, ´Wild World´, ´Promise Her The Moon´, ´Baba O´Riley´ und ´To Be With You´ übergroß, während bei den beeindruckenden Soloeinlagen der überragenden Musiker faszinierte Totenstille herrscht. Auf ´Smoke On The Water´ hätte man gerne verzichtet, der neue Track ´Next Time Around´ klingt dagegen nach MR. BIG in Bestform. Und schlechte Live-Performances gab´s von Sänger Eric Martin und seinen Kollegen ohnehin noch nie.“

## Titelliste
CD 1
1. 4:48 – Daddy, Brother, Lover, Little Boy (The Electric Drill Song)
2. 4:46 – Take Cover
3. 3:53 – Green-Tinted Sixties Mind
4. 5:39 – Alive and Kickin’
5. 4:31 – Next Time Around
6. 5:37 – Hold Your Head Up
7. 4:46 – Just Take My Heart
8. 5:56 – Temperamental
9. 3:43 – It’s for You ~ Mars (Cilla-Black- und Gustav-Holst-Cover)
10. 5:04 – Pat Torpey Drum Solo
11. 5:28 – Price You Gotta Pay
12. 3:39 – Stay Together
13. 4:18 – Wild World (Cat-Stevens-Cover)
14. 5:14 – Goin' Where The Wind Blows
15. 4:29 – Take A Walk

CD 2
1. 3:46 – Paul Gilbert Guitar Solo
2. 3:09 – Paul Gilbert and Billy Sheehan Duo
3. 1:08 – Double Human Capo
4. 4:02 – The Whole World’s Gonna Know
5. 4:16 – Promise Her The Moon
6. 4:13 – Rock & Roll Over
7. 6:06 – Billy Sheehan Bass Solo
8. 9:04 – Addicted To That Rush
9. 2:00 – Introducing The Band
10. 3:38 – To Be with You
11. 4:49 – Colorado Bulldog
12. 6:32 – Smoke on the Water (Deep-Purple-Cover)
13. 1:55 – I Love You Japan
14. 6:05 – Baba O’Riley (The-Who-Cover)
15. 5:12 – Shyboy (Talas-Cover)
16. 3:38 – Next Time Around [Studio Version]
17. 4:46 – Hold Your Head Up [Studio Version] *
18. 3:50 – To Be with You [Acoustic Version] *

* nicht auf der DVD enthalten.